# Базельські угоди про капітал
Базельські угоди про капітал — угоди Базельського Комітету з питань банківського нагляду.
Це набір рекомендацій щодо регулювання банківської діяльності.

- 1988 — Базель I
- 2004 — Базель II
- 2010—2011 — Базель III
- 2016—2017 — Базель IV